# Orthoscuticella amphora
Orthoscuticella amphora är en mossdjursart som först beskrevs av Busk 1852.  Orthoscuticella amphora ingår i släktet Orthoscuticella och familjen Catenicellidae. Inga underarter finns listade i Catalogue of Life.